# Lista de primeiros-ministros da República Árabe do Iêmen
O Primeiro-Ministro da República Árabe do Iêmen foi o chefe do governo daquele país, que é atualmente corresponde ao norte do Iêmen. O primeiro-ministro era nomeado pelo presidente. Houve 24 primeiros-ministros do Iêmen do Norte.

## Lista dos primeiros-ministros da República Árabe do Iêmen (1962–1990)
| Nº   | Retrato              | Nome (Nascimento-Morte)                                                     | Assumiu o cargo         | Deixou o cargo          | Partido político        |
| ---- | -------------------- | --------------------------------------------------------------------------- | ----------------------- | ----------------------- | ----------------------- |
| 1    |                      | Abdullah as-Sallal عبد الله السلال (1917–1994)                              | 28 de setembro de 1962  | 26 de abril de 1963     | Militar                 |
| 2    |                      | Abdul Latif Dayfallah عبد اللطيف ضيف الله (1930-2019)                       | 26 de abril de 1963     | 5 de outubro de 1963    | Militar                 |
| 3    |                      | Abdul Rahman al-Iryani عبد الرحمن الإرياني (1908–1998)                      | 5 de outubro de 1963    | 10 de fevereiro de 1964 | Sem partido             |
| 4    |                      | Hassan al-Amri حسن العمري (1920–1989)                                       | 10 de fevereiro de 1964 | 29 de abril de 1964     | Militar                 |
| 5    |                      | Hamoud al-Gayifi حمود الجائفي (1918–1985)                                   | 29 de abril de 1964     | 6 de janeiro de 1965    | Sem partido             |
| (4)  |                      | Hassan al-Amri حسن العمري (1920–1989)                                       | 6 de janeiro de 1965    | 20 de abril de 1965     | Militar                 |
| 6    |                      | Ahmad Muhammad Numan أحمد محمد نعمان (1909–1996)                            | 20 de abril de 1965     | 6 de julho de 1965      | Sem partido             |
| (1)  |                      | Abdullah as-Sallal عبد الله السلال (1917–1994)                              | 6 de julho de 1965      | 21 de julho de 1965     | Militar                 |
| (4)  |                      | Hassan al-Amri حسن العمري (1920–1989)                                       | 21 de julho de 1965     | 18 de setembro de 1966  | Militar                 |
| (1)  |                      | Abdullah as-Sallal عبد الله السلال (1917–1994)                              | 18 de setembro de 1966  | 5 de novembro de 1967   | Militar                 |
| 7    |                      | Mohsin Ahmad al-Aini محسن أحمد العيني (b. 1932)                             | 5 de novembro de 1967   | 21 de dezembro de 1967  | Sem partido             |
| (4)  |                      | Hassan al-Amri حسن العمري (1920–1989)                                       | 21 de dezembro de 1967  | 9 de julho de 1969      | Militar                 |
| —    |                      | Abdul Salam Sabrah عبد السلام صبره (1912-2012) (interino)                   | 9 de julho de 1969      | 29 de julho de 1969     | Sem partido             |
| (7)  |                      | Mohsin Ahmad al-Aini محسن أحمد العيني (b. 1932)                             | 29 de julho de 1969     | 2 de setembro de 1969   | Sem partido             |
| 8    |                      | Abdullah Kurshumi عبد الله كرشمي (1932–2007)                                | 2 de setembro de 1969   | 5 de fevereiro de 1970  | Sem partido             |
| (7)  |                      | Mohsin Ahmad al-Aini محسن أحمد العيني (b. 1932)                             | 5 de fevereiro de 1970  | 26 de fevereiro de 1971 | Sem partido             |
| —    |                      | Abdul Salam Sabrah عبد السلام صبره (1912-2012) (interino)                   | 26 de fevereiro de 1971 | 3 de maio de 1971       | Sem partido             |
| (6)  |                      | Ahmad Muhammad Numan أحمد محمد نعمان (1909–1996)                            | 3 de maio de 1971       | 24 de agosto de 1971    | Sem partido             |
| (4)  |                      | Hassan al-Amri حسن العمري (1920–1989)                                       | 24 de agosto de 1971    | 5 de setembro de 1971   | Militar                 |
| —    |                      | Abdul Salam Sabrah عبد السلام صبره (1912-2012) (interino)                   | 5 de setembro de 1971   | 18 de setembro de 1971  | Sem partido             |
| (7)  |                      | Mohsin Ahmad al-Aini محسن أحمد العيني (b. 1932)                             | 18 de setembro de 1971  | 30 de dezembro de 1972  | Sem partido             |
| 9    |                      | Kadhi Abdullah al-Hagri القاضي عبدالله الحجري (1911–1977)                   | 30 de dezembro de 1972  | 10 de fevereiro de 1974 | Sem partido             |
| 10   |                      | Hassan Muhammad Makki حسن محمد مكي (1933-2016)                              | 10 de fevereiro de 1974 | 22 de junho de 1974     | Sem partido             |
| (7)  |                      | Mohsin Ahmad al-Aini محسن أحمد العيني (b. 1932)                             | 22 de junho de 1974     | 16 de janeiro de 1975   | Sem partido             |
| —    |                      | Abdul Latif Dayfallah عبد اللطيف ضيف الله (1930-2019) (interino)            | 16 de janeiro de 1975   | 25 de janeiro de 1975   | Militar                 |
| 11   |                      | Abdul Aziz Abdul Ghani عبد العزيز عبد الغني (1939–2011)                     | 25 de janeiro de 1975   | 15 de outubro de 1980   | Sem partido             |
| 12   |                      | Abd Al-Karim Al-Iryani عبد الكريم علي يحي محمدعبد ألله الإرياني (1934-2015) | 15 de outubro de 1980   | 24 de agosto de 1982    | Sem partido             |
| (12) | 24 de agosto de 1982 | Abd Al-Karim Al-Iryani عبد الكريم علي يحي محمدعبد ألله الإرياني (1934-2015) | 13 de novembro de 1983  | Congresso Geral do Povo |                         |
| 11   |                      | Abdul Aziz Abdul Ghani عبد العزيز عبد الغني (1939–2011)                     | 13 de novembro de 1983  | 22 de maio de 1990      | Congresso Geral do Povo |

- Para os primeiros-ministros do Iêmen após 1990, veja Lista de primeiros-ministros do Iêmen.